# Eisenbahnunfall von Visletto

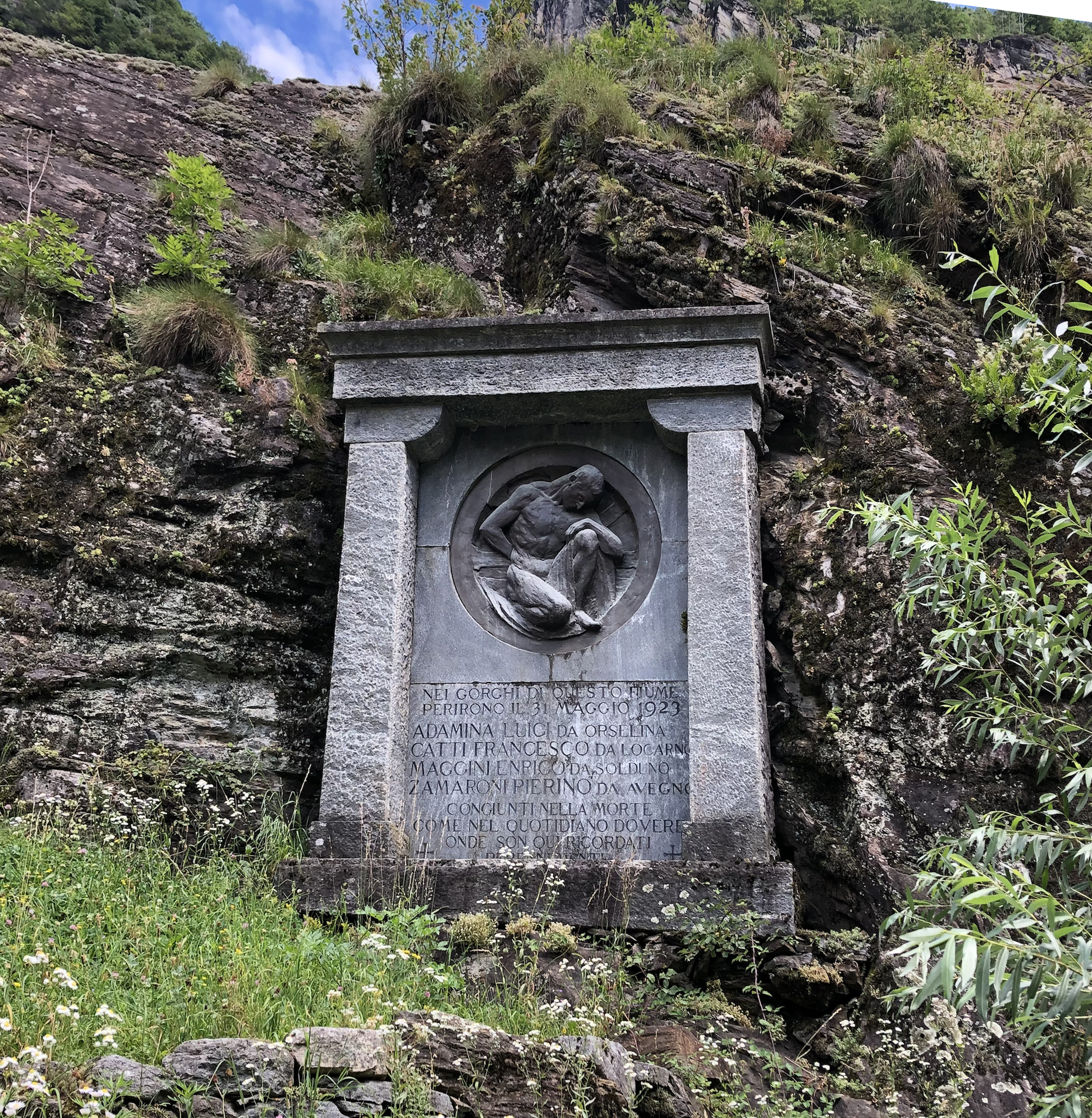
Denkmal für die Opfer des Eisenbahnunfalls von Visletto von 1931 an der Unfallstelle

Der Eisenbahnunfall von Visletto war der Zusammenstoss eines Güterzugs und eines Militärlastwagens am 30. Mai 1923 in der Gemeinde Cevio im Maggiatal im Schweizer Kanton Tessin. Der Unfall forderte vier Tote. An der Unfallstelle erinnert seit 1931 ein Denkmal an die Opfer.

## Ausgangslage
Die Maggiatalbahn wurde 1907 eröffnet und verband Locarno mit Bignasco. Am Taleingang bei Ponte Brolla im Süden überquerte die Strecke die Maggia zweimal kurz hintereinander und verlief dann parallel zur Hauptstrasse 407 am linken Ufer (in Flussrichtung). Erst beim Weiler Visletto, zwischen den Stationen Riveo und Cevio, wechselte sie die Uferseite mittels einer 75 Meter langen eisernen Fachwerkbrücke wieder. Da die Hauptstrasse erst 60 Meter weiter nördlich auf der Steinbrücke Ponte di Visletto traversierte, befand sich hier ein Bahnübergang. Von Locarno kommend durchquerte die Strecke etwa 700 Meter davor den Tunnel «Sasso Visletto» und setzte dann, von der Strasse teilweise durch Häuser getrennt, auf der heutigen Via Visletto fort. Direkt neben der Kapelle San Defendente passierte sie nach einer scharfen Kurve die etwa 4 Meter breite Strasse und setzte über die Brücke.
Zum Unfallzeitpunkt war der Bahnübergang durch keinerlei Barrieren gesichert. Die Bahnverwaltung hatte einmal eine Kettensperre angebracht, diese aber wieder entfernt, weil ihr deren Bedienung angeblich zu teuer war. Passanten und Fahrer, die von Norden her auf der Strasse unterwegs waren, konnten den Zug vor der Überquerung nicht sehen und mussten sich ganz auf ihr Gehör verlassen. Bereits vor 1923 war es an derselben Stelle zu mindestens zwei Unfällen gekommen. Am 7. März 1913 wurde ein 86-jähriger Fussgänger, der eben vom Holzholen nach Cevio heimkehrte, vom Zug erfasst und 2 Meter in die Tiefe geschleudert. Er wurde mit schweren Gesichtsverletzungen nachhause gebracht. Ferner wurde einmal ein Motorradfahrer von einer Lokomotive gerammt und überlebte nur knapp.
Die Maggia war infolge fortgesetzten Regens stark angeschwollen.

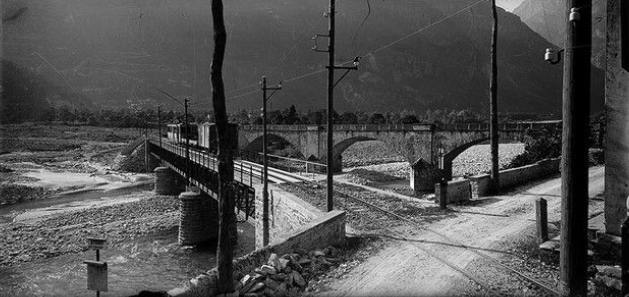
Die Eisenbahnbrücke im Jahr der Eröffnung 1908, im Vordergrund ist die Unfallstelle zu sehen
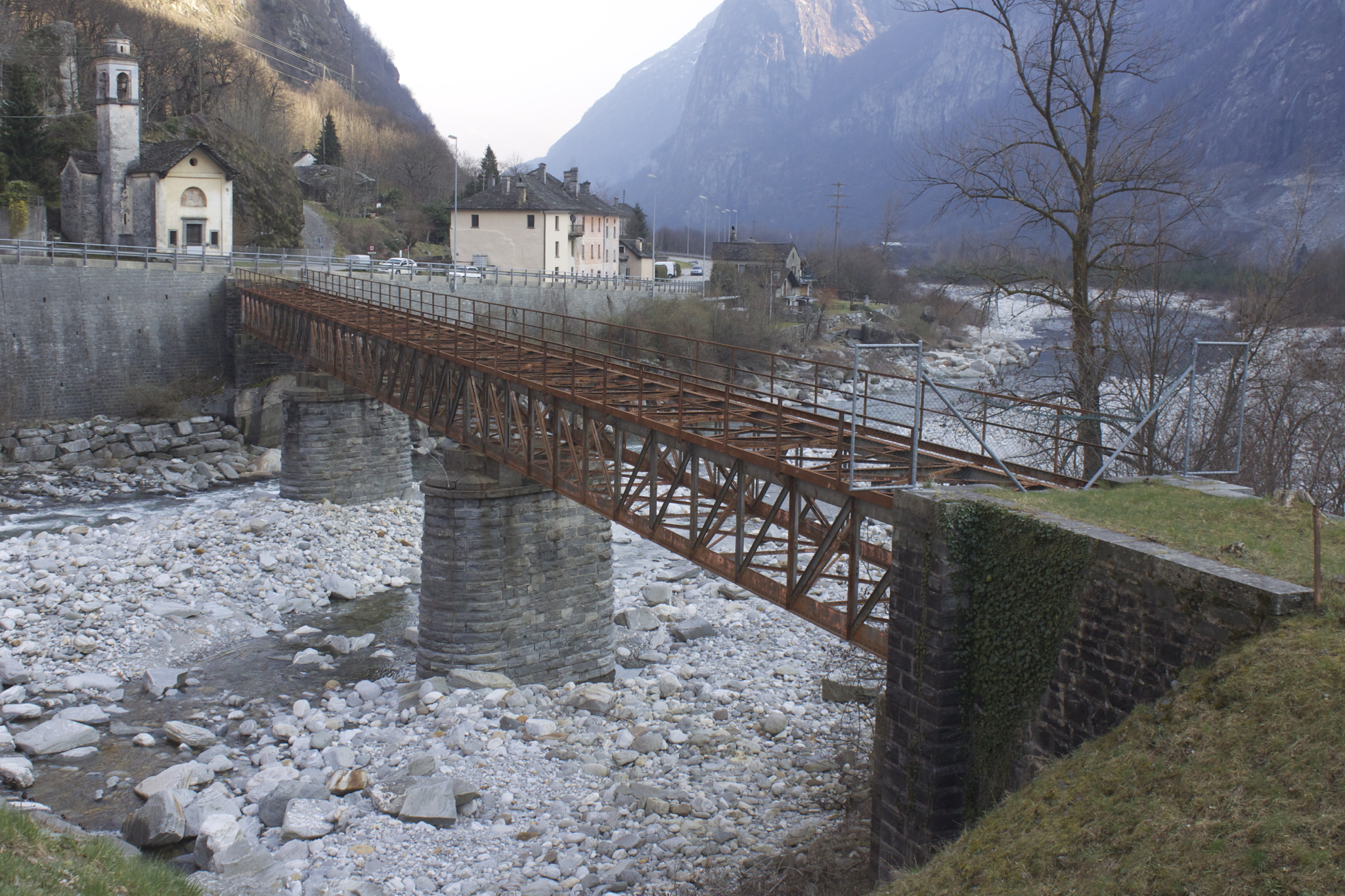
Die stillgelegte Eisenbahnbrücke von Visletto im Originalzustand (2014), im Hintergrund links die Unfallstelle bei der Kapelle
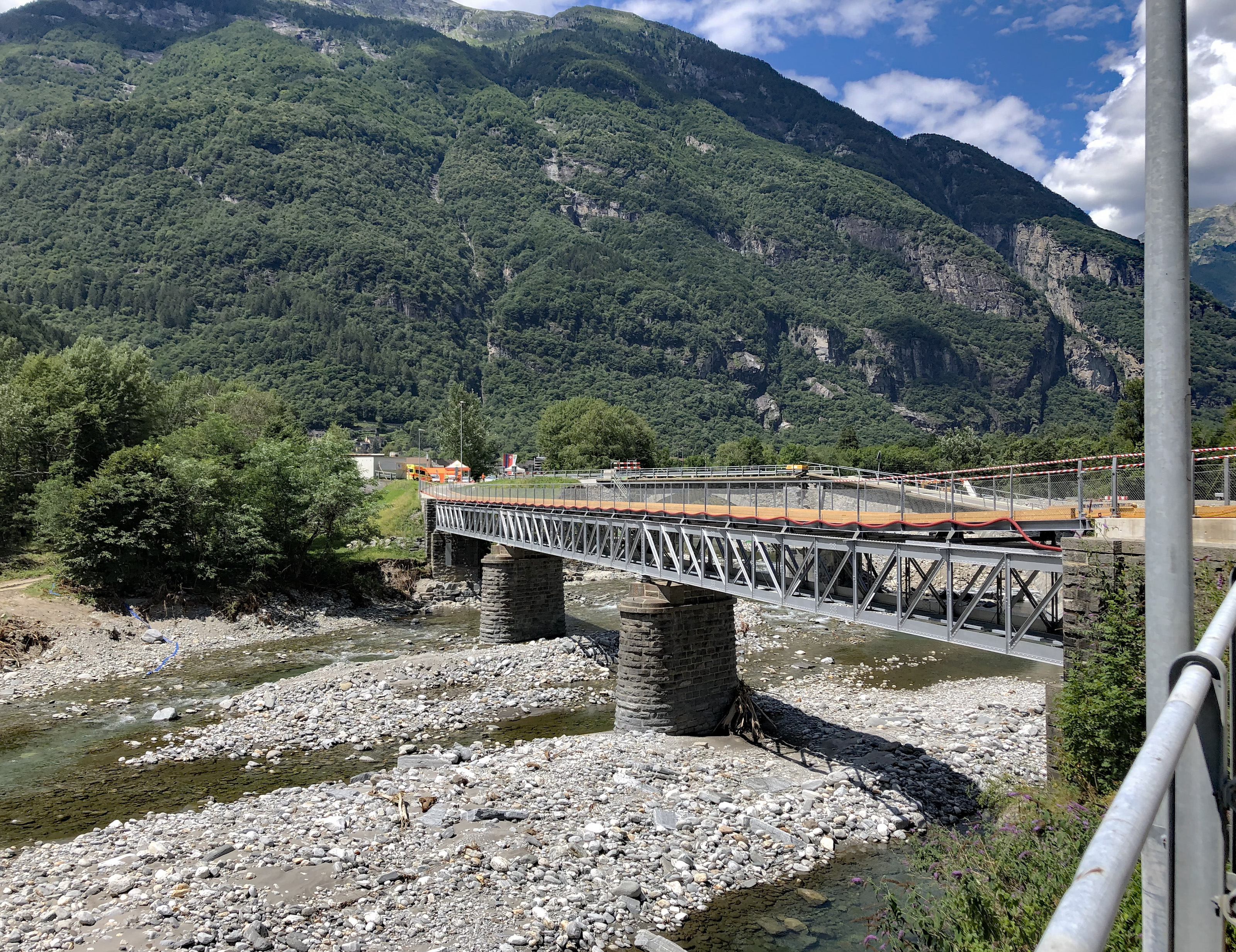
Die Brücke nach der Renovation 2022, von der Unfallseite her gesehen (2024)

## Unfallhergang

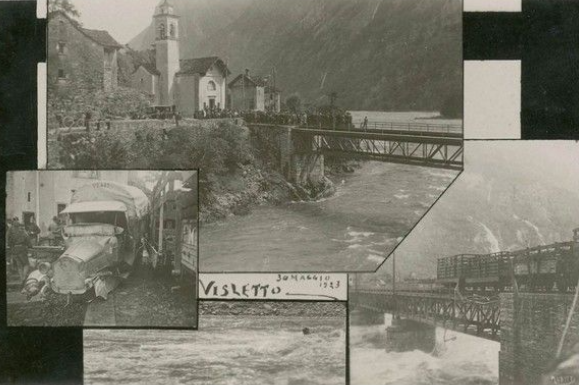
Fotografien am Tag des Unglücks von Valentino Monotti, zu sehen sind unter anderem die vielen Schaulustigen und der demolierte Militärlastwagen

Am 30. Mai 1923, einem Mittwoch, war Markttag, und die Direktion der Maggiatalbahn hatte deswegen einen ausserplanmässigen Güterzug für den Viehtransport organisiert. Er bestand aus 8 oder 10 Wagen, die von der LPB Ge 2/2, der einzigen elektrischen Lokomotive der Bahngesellschaft, gezogen wurden. Diese hatte eine Stundenleistung von 240 PS und war 40 km/h schnell.
Kurz nach dem regulären Personenzug fuhr der Güterzug um 13:30 Uhr im Bahnhof Locarno Sant'Antonio ab. In der Lokomotive sassen der Lokomotivführer Luigi Adamina und der Begleitmechaniker Pierino Zamaroni. Auf den Wagen befanden sich die beiden Bremser Enrico Maggini und Francesco Catti und 8 Viehbesitzer. Zuflucht vor dem strömenden Regen suchend, begaben sich erstere während der Fahrt in die Lokomotive und luden die anderen ein, ihnen zu folgen, was diese aber ablehnten.
Während sich der Zug Visletto näherte, fuhr ein Lastwagen der Schweizer Armee von Cevio her ins Tal. Gelenkt wurde er vom Deutschschweizer Hans Schibli aus Bäch SZ, der mit hohem Tempo unterwegs war. Im Wagen sassen weitere 5 bis 13 Soldaten der Telegrafenkompanie, die gerade im Rahmen eines Kurses für Generalstabsoffiziere Dienst taten. Mit einem Abstand folgten ihnen ein Major und weitere Offiziere in einem Auto.
Aufgrund des Motorenlärms hörte Schibli den herannahenden Zug nicht und raste um 15:00 Uhr ungebremst in die Seite der Lokomotive. Durch die Wucht des Aufpralls brach die Kupplung, die Lokomotive entgleiste und stürzte von der Brückenrampe in den tosenden Fluss. Sie wurde durch die Wassermassen 100 bis 200 Meter abwärtsgetrieben, bis sie auf eine Schotterbank auflief. Wegen des Hochwassers war eine Bergung der Lokomotive lange nicht möglich und sie blieb noch monatelang unter Wasser liegen. Die Wagen entgleisten nicht und rollten auf die Brücke. Der LKW prallte gegen die Strassenmauer. Die Front war zwar demoliert, von den Insassen wurde aber niemand schwerwiegend verletzt. Die Räumungsarbeiten besorgte das Militär.
Unmittelbar nach dem Unfall verbreitete sich zunächst die Fehlinformation im Tal, die Brücke sei eingestürzt und habe einen Personenzug mit sich gerissen. Ferner kam es zu einem beträchtlichen Katastrophentourismus. Bis am Folgetag pilgerten etwa 2000 Schaulustige aus den Nachbardörfern, aber auch aus Locarno, Bellinzona und Lugano zum Unfallort.

## Opfer
Alle vier in der Lokomotive befindlichen Bahnangestellten ertranken in der Maggia. Es handelte sich dabei um:
- Luigi Adamina, Lokomotivführer, Vater von vier Kindern,
- Pierino Zamaroni, Begleitmechaniker, Vater von drei Kindern,
- Enrico Maggini, Bremser, Vater von drei Kindern, und
- Francesco Catti, Bremser, Vater eines Kindes.

Laut Augenzeugenberichten versuchte Catti noch aus der Lokomotive zu springen und sich an einem Fahrleitungsmast festzuhalten, wurde aber von der stürzenden Lokomotive mitgerissen. Sein Leichnam, der schwere Kopfverletzungen aufwies, wurde am Morgen des 31. Mai als erster gefunden. Er war 400 Meter unterhalb der Unfallstelle in der Flussmitte gegen eine Schotterbank gespült worden und konnte nur mit grosser Mühe geborgen werden. Man bahrte ihn in der Kapelle San Defendente auf und brachte ihn nachmittags nach Locarno. Die Leiche Magginis fand man selbigen Tags in der Nähe des Soladino-Wasserfalls, etwa 2,5 Kilometer unterhalb des Unfallorts.
Am Morgen des 11. Juni fanden Fischer aus Muralto Zamaronis Leiche in einem Netz, das sie an der Maggiamündung bei Locarno ausgespannt hatten. Adamina hoffte man in der Lokomotive zu finden. Seine Leiche wurde erst im September entdeckt, nachdem das Wasser zurückgegangen war. Sie lag verdeckt von Sand und Baumresten im Flussbett.

## Prozess
Die sozialdemokratische Zeitung Berner Tagwacht wies kurz nach dem Unfall mit Vehemenz darauf hin, dass den Lokomotivführer und den Lastwagenfahrer keine Schuld treffe. Vielmehr warf sie der Verwaltung der Maggiatalbahn «geradezu verbrecherische Nachlässigkeit» und «Sparwut» vor und machte sie für den Unfall verantwortlich, weil sie den Bahnübergang nicht gesichert hatte. Auch die Kontrollorgane der SBB hätten versagt.
Dennoch klagte die Bundesanwaltschaft den Fahrer Hans Schibli im Januar 1925 als Hauptverantwortlichen für den Unfall an. Der Prozess begann am 21. September 1925 vor dem Geschworenengericht des Bezirks Cevio. Am 24. September wurde Schibli wegen zu schnellen Fahrens und fahrlässiger Tötung zu einem Monat Gefängnis verurteilt.
Am 13. Dezember 1928 beschloss die Vereinigte Bundesversammlung auf Antrag des Bundesrates Schibli zu begnadigen. Er sei ein «unbescholtener Wehrmann», habe nur seine militärische Pflicht erfüllt und sei «durch unglückliche Umstände in ein tragisches Ereignis verwickelt worden».

## Folgen
Trotz der öffentlichen Kritik unternahm die Eisenbahndirektion offenbar nichts, um die Sicherheit an der Unfallstelle effektiv zu verbessern. Am 6. Juni 1930 kam es an derselben Stelle zu einem weiteren Unfall: Eine Lokomotive kollidierte mit dem Lastwagen eines Emilio Pozzi aus Giumaglio, der beinahe in die Maggia geschleudert wurde. Alle Involvierten überlebten. Das Giornale del Popolo forderte die Verantwortlichen in der Folge auf, endlich einen Schrankenwärter am gefährlichen Strassenübergang zu positionieren.

## Denkmal
Neben der Unfallstelle wurde am 7. Juni 1931 ein Denkmal eingeweiht. Die Entwürfe stammten vom Architekten Paolo Mariotta, das Bronzemedaillon schuf Remo Rossi und die Inschrift verfasste Giuseppe Zoppi.